# Faun
Faun (łac. Faunus) – staroitalski bóg płodności, bóg lasów górskich, opiekun pasterzy, darzący płodnością ich stada, nauczyciel uprawy roli. Często występujący w otoczeniu innych bóstw leśnych, utożsamiany z greckim Panem. Początkowo nie charakteryzował się żadnymi specjalnymi cechami, pod wpływami greckimi przyjął cechy Pana – kozie różki i kopytka.
Według rzymskiej mitologii był królem Latynów, synem Pikusa, wnukiem Saturna, bratem i mężem Fauny.
Odbierał kult w świętych gajach w Tyburze i na Awentynie w Rzymie.

## W kulturze współczesnej
Do związanych z nim najbardziej znanych utworów muzycznych należy poemat Stéphane’a Mallarmégo Popołudnie fauna (fr. L'après-midi d'un faune) (1876) oraz kompozycja Claude’a Debussy’ego Preludium do „Popołudnia fauna” (fr. Prélude à l'après-midi d'un faune) (1894).
Jego postać występuje także w utworach literackich (Opowieści z Narnii, Labirynt fauna).